# Zozaya
Zozaya (Zozaia en euskera y de forma oficial) es un barrio español de la Comunidad Foral de Navarra perteneciente al municipio de Baztán y la localidad de Oronoz-Mugaire. Está situado en la Merindad de Pamplona, en la comarca de Baztán, y a 43,3 km de la capital de la comunidad, Pamplona. Su  población en 2014 era de 34 habitantes (INE).

## Historia
Zozaya fue un lugar de señorío, que en el año 1677 pertenecía a fray Antonio Eslava. Al desaparecer las jurisdicciones especiales en la primera mitad del siglo XIX, fue incluido en Oronoz.

## Geografía física

### Situación
La localidad de Zozaya está situada en la parte Suroeste del municipio de Baztán a una altitud de 303,5 m s. n. m.

## Demografía

### Evolución de la población
El caserío tenía 44 habitantes en 1887, 57 en 1900, 1910 y 1920, 63 en 1930, 51 en 1940, 87 en 1950, 84 en 1960, 54 en 1970 y 39 en 1981. Seguidamente se detalla la evolución de su población en los últimos 10 años.
| Gráfica de evolución demográfica de Zozaya entre 2000 y 2010 |
|                                                              |
| Datos según el nomenclátor publicados por el INE.            |